# باهرة محمد عبد اللطيف
باهرة محمد عبد اللطيف ياسين (12 مارس 1957) كاتبة وأكاديمية ومترجمة وشاعرة عراقية. باحثة مختصة في أدب خورخي لويس بورخيس والآثار العربية والإسلامية في أعماله الأدبية. تحمل الجنسية الإسبانية وتقيم في مدريد منذ عام 1995.

## النشأة والتعليم
ولدت باهرة عام 1957 في بغداد العراق، وحصلت على البكالوريوس في اللغة والأدب الأسباني من كلية الآداب بجامعة بغداد عام 1979 بتقدير امتياز، كما حصلت على دبلوم عالي في الترجمة الفورية ودبلوم عالي في الترجمة التحريرية وبتقدير امتياز من جامعة أوتونوما بمدريد عام 1982. تحمل شهادة ماجستير في أدب أمريكا اللاتينية من جامعة اوتونوما بمدريد ودبلوم في دراسات الهجرة والتفاعل الثقافي. عملت أستاذة للغة والأدب الإسباني في جامعات عديدة من بينها كلية اللغات (جامعة بغداد) وجامعة أوتونوما وجامعة كمبلوتنسي بمدريد، وحاضرت في العديد من الجامعات والمعاهد الأخرى. تكتب باللغتين العربية والإسبانية، ولها العديد من الكتب المطبوعة بكلا اللغتين.
تعد باهرة محمد عبد اللطيف من أفضل المترجمات المتخصصات في اللغة الإسبانية على مستوى العراق والوطن العربي وإسبانيا. وقد حازت ترجمتها لكتاب «الغابة الضائعة» وهي مذكرات الشاعر الإسباني رافائيل ألبرتي، على جائزة أفضل كتاب مترجم في العراق عام 1993. كما حازت دراستها المعنونة «رجم» والصادرة بمدريد، على إشادات الكثير من الكتاب الإسبان المتخصصين في قضايا المرأة. خلال أكثر من عشرين عاماً من إقامتها في مدريد، قدمت باهرة العشرات من المحاضرات عن الأدب العربي والإسباني وعن وضع المرأة في المجتمعات العربية والإسلامية، كما شاركت كأكاديمية وتدريسية ومثقفة في نشر الثقافة العراقية والعربية والإسلامية وساهمت بشكل فعال في ترسيخ ثقافة التعريف بالتراث العربي والإسلامي في الغرب من خلال تواصلها مع المثقفين الاسبان عبر مئات الندوات والدورات والكورسات والمهرجانات.
بدأت بالنشر كصحفية وكاتبة من خلال مجلة «المرأة» العراقية أواخر السبعينيات، وأستمرت في النشر في أهم المنابر الثقافية الورقية والإلكترونية منذ ذلك الوقت. تعد باهرة محمد عبد اللطيف من أهم الشخصيات النسوية العربية الثقافية ككاتبة ومترجمة وناشطة في حقوق المرأة في إسبانيا.

## إصدارات بالعربية
- لي منزل هناك، مجموعة شعرية، دار تأويل للنشر والتوزيع 2021.
- حرب تتعرى أمام نافذتي، مجموعة شعرية، دار تأويل للنشر والتوزيع 2019.
- كرسي على الحدود، مسرحية بالعربية والأسبانية، 2019.
- فلاشات معتمة، شعر، إسبانيا 2016.
- بغداد جرح في خارطة العالم، شعر، باللغتين العربية والإسبانية. إسبانيا 2016.
- قبل الجنون، شعر، إسبانيا 2015.
- تأملات بوذية على رصيف الموت، قصص، مدريد إسبانيا 2001.

## أصدارات باللغة الإسبانية كمؤلفة مشاركة
- دراسات في النسوية والأدب النسوي العربي. دراسة ضمن كتاب بحوث مؤتمر الجمعية الأسبانية للدراسات العربية 2017.
- مشكلة العنف في الأديان التوحيدية الثلاث وموقف الإسلام منها، دراسة ضمن كتاب "التثليث والتسامح والإدماج"، 2019.
- كتاب رجم، بالتعاون مع أحمد حجازي. دراسة في واقع المرأة العربية ونظرة الغرب إليها وإلى حقوق المرأة في الإسلام. مدريد، 2003.
- كتاب النزاعات المسلحة والجندر والاتصالات، بحث بعنوان «الخدعة الكبرى في عملية غزو العراق: حماية النساء». 2015.
- كتاب تحديات جديدة في مجال مكافحة الاتجار بالاشخاص، الصادر عن جامعة غرناطة: فصل بعنوان «العنف والاستغلال الجنسي والاتجار بالنساء في العراق في أعقاب الاحتلال الانغلو أمريكي». 2013.
- كتاب ذاكرة العراق، فصل بعنوان «قِطع من صورة قيد الاكتمال». 2012.
- كتاب النساء في الاديان، فصل بعنوان «النساء في الإسلام، قراءة تأويلية جديدة للنصوص القرآنية». 2011.
- كتاب العراق في ظل الاحتلال: تدمير الهوية والذاكرة، فصل بعنوان «النظام العشائري في العراق وأحوال النساء في ظل الاحتلال الأمريكي». 2008.
- كتاب فيس نو، فصل بعنوان «مقاطع من سيرة غزاها الدخلاء». 2008.
- كتاب النساء في عالم متعولم، فصل بعنوان «نساء العراق في ظل الاحتلال الأمريكي: نضال من أجل استعادة حقوق القرن الماضي». 2007.
- كتاب عزز التزامك، فصل بعنوان «تحدي التفاعل ما بين الثقافات». 2007.
- كتاب المرأة في بواكير المسيحية، فصل بعنوان «المرأة في الإسلام». 2005.
- كتاب الشرق الأوسط: متاهة بغداد، فصل بعنوان «نساء العراق مابين الديكتاتورية والاحتلال». 2004.
- كتاب مخاوف الحوار الإسلامي المسيحي، فصل بعنوان «المخاوف التي تعترض الحوار ما بين الأديان». 2002.
- كتاب نساء من العالم، خوسي ميغيل وكارمن بيلا، فصل«باهرة عبد اللطيف- العراق». 2005.
- كتاب كُتّاب عراقيون، قصة لباهرة عبد اللطيف بعنوان «حالة فلزية». ترجمة: ماريبيل لاثارو دوران.

## ترجمة من الإسبانية إلى العربية
- من آبله إلى مكة: حكاية رحلة عمر بطون. نص ودراسة مخطوط الرحلة ينشر لأول مرة بالعربية، دارة الملك عبد العزيز 2022.
- سماء متشظية، رواية موريسكية لفرناندو بارّيخون، عن دار الثقافة للنشر في الدوحة - قطر، 2021.
- الغابة الضائعة، مذكرات الشاعر رافائيل ألبرتي، ترجمة. حاز جائزة أفضل كتاب مترجم في العراق عام 1993.
- بيلاثكيث وروح الحداثة، ترجمة. أنطونيو مارابال. دار الحضارة العربية، القاهرة 2002.
- تاريخ وأدب ومجتمع، ترجمة. خوسيه كارلوس ماينر. دار الحضارة العربية، القاهرة، 2004.
- تأملات حول قرطبة في القرن الحادي والعشرين، ترجمة. دراسات وضعها كبار المؤرخين الأسبان المعاصرين.
- التراث الأندلسي في المكتبات الأسبانية، ترجمة. وزارة التربية والثقافة الإسبانية.
- قرطبة: مدينة ومادة، منشورات البيت العربي، مدريد.
- من قرطبة إلى كوردوبا، ترجمة. منشورات البيت العربي، مدريد.
- مختارات شعرية من البيرو. ترجمة. أنطونيو سيّونيس. إسبانيا.
- جسد صوب الداخل، ترجمة. آنا سليبا.
- أول قاموسالكتروني (اسباني-عربي) للمصطلحات القانونية الجنائية. مدريد 2005.
- كتالوج ذخائر المؤلفات القديمة بالحروف الطباعية العربية في المكتبة الإسلامية بمدريد، لويسا مورا بياريخو.مدريد 2015.
- الياقوتة الثانية في علم الألحان واختلاف الناس فيه، ترجمة، فصول من كتاب العقد الفريد لـ إبن عبد ربه الأندلسي.
- الغيطاني وجدلية المجرد والمحسوس في متون الأهرام د.خالد سالم. دراسة. ترجمة باهرة محمد عبد اللطيف. دار ليبرتاس، مدريد، إسبانيا.
- حوار مع خوان غويتيسولو. دراسة. ترجمة باهرة محمد. مجلة آفاق عربية، بغداد، العراق.
- طليطلة والإسكندرية فنارا الإنسانية، ترجمة. فلم وثائقي. مدريد.
- فردريك الثاني جسر ما بين الشرق والغرب، ترجمة. فلم وثائقي. مدريد.
- اللاعنف في مناهضة العنف والتقريب بين الثقافات والمجتمعات المعاصرة. ترجمة. فلم وثائقي. مدريد.

## دراسات نقدية
- حول الأندلس في الذاكرة العربية، دراسة، 2021.
- خورخي لويس بورخيس ومصادره الاستشراقية، دراسة نقدية، 2019.
- خورخي لويس بورخيس والإرث الثقافي العربي الإسلامي، دراسة نقدية، 2021.
- موجز تاريخ الأدب الأمريكي اللاتيني. دراسة 2021
- خورخي لويس بورخيس في مئويته، دراسة نقدية.
- الفن العراقي: أصالة وإبداع، في معرض الفنان صادق كويش 2018.
- يوميات سراب عفان. دراسة نقدية عن أعمال جبرا إبراهيم جبرا. مدريد.
- هاجس اكتمال التجربة الحياتية عبر السيرة المغلقة. دراسة نقدية عن كتاب «أصغي إلى رمادي» للروائي العراقي حميد العقابي. مدريد 2008.
- خورخي لويس بورخس والاستشراق المعرفي، دراسة نقدية. مدريد.
- حكايات من جبرا. دراسة نقدية. مدريد.
- الأدب النسوي العربي والنسوية. دراسة نقدية، مدريد.
- الروائي البيروفي ماريو بارغاس يوسا. دراسة نقدية. مدريد.
- الشاعر الأسباني رافائيل ألبرتي. دراسة نقدية، مدريد.
- أدب أمريكا اللاتينية المقاوم دراسة نقدية، مدريد.
- خورخي لويس بورخس في مئويته. دراسة نقدية، مدريد.

## جوائز
- حازت ترجمتها لمذكرات الشاعر الإسباني رافائيل ألبرتي «الغابة الضائعة» الصادرة عن دار المأمون للترجمة والنشر في بغداد جائزة أفضل كتاب مترجم في العراق عام 1993.
- حازت الميدالية الذهبية لعام 2017 للمنتدى الثقافي العربي الاسباني بمدريد CIHAR عن مجمل نتاجها الأدبي والترجمي.
- حصلت على شهادة ودرع التكريم لعام 2021 من جمعية المترجمين العراقيين.
- حصلت على عدد كبير من شهادات التقدير من الهيئات الرسمية والمؤسسات الثقافية الأسبانية.

## وصلات خارجية
- قناة باهرة عبد اللطيف على اليوتيوب
- في التلفزيون الأسباني الوطني
- في البيت العربي، مهرجان هاي، سغوبيا، إسبانيا
- في المؤتمر الوطني الإسباني الثاني حول المهاجرين وحقوق المرأة ومحاربة الإتجار بالبشر، مدريد
- في المؤسسة الإسبانية للدراسات العربية، بالتعاون مع البيت العربي، مدريد
- في البيت العربي، ندوة حول النساء العربيات والحياة الثقافية
- في صحيفة آ بي ثي الإسبانية، حوار وحديث عن الثقافة الإسبانية والعربية
- حوار مع باهرة، موقع ويب إسلام، عن دور المرأة
- في الإذاعة الوطنية الإسبانية، حوار مطول مع باهرة